# Metronom

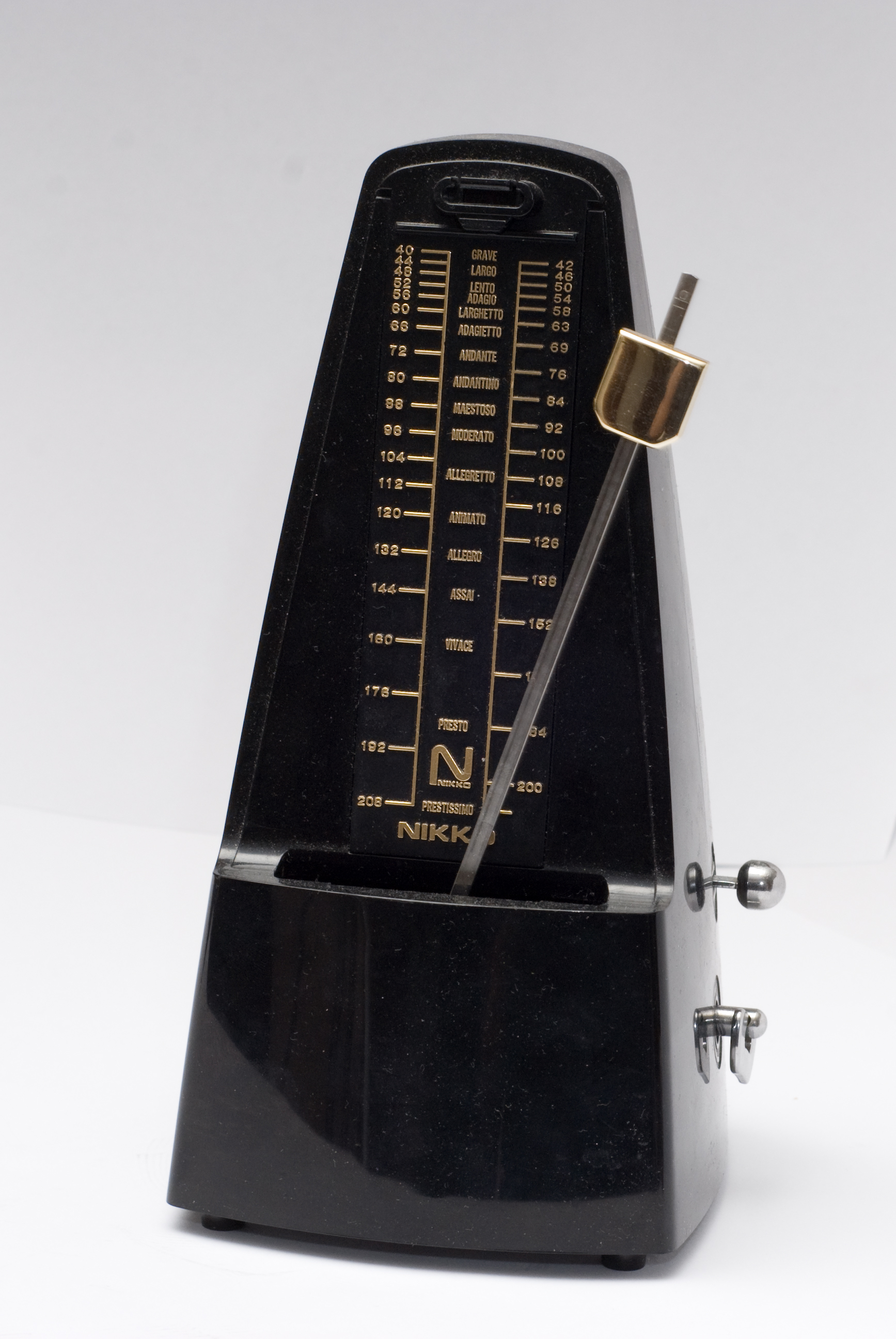
Metronom

Metronom (miaromierz, taktomierz) – urządzenie mechaniczne lub elektroniczne służące do dokładnego podawania tempa utworu muzycznego, używane podczas ćwiczeń muzycznych oraz komponowania.

## Historia i budowa
Metronom mechaniczny został oficjalnie wynaleziony w 1816 przez Niemca Johanna Nepomuka Mälzla. Faktycznie jego wynalazcą był duński naukowiec Dietrich Nikolaus Winkel (około 1777–1826). 
Metronom zbudowany jest z mechanizmu zegarowego napędzanego sprężyną oraz wystającego do góry wahadła będącego jednocześnie skalą, po której przesuwać można ciężarek, umieszczając go przy żądanej wartości tempa. Wahadło przechodząc przez środkowe położenie wydaje charakterystyczny, dość głośny stuk. Skala jest wycechowana od 40 do 208 wychyleń wahadła na minutę, co odpowiada stosowanej współcześnie mierze uderzeń na minutę (BPM). W niektórych wersjach dodatkowo montuje się dzwonek, który akcentuje co drugie, co trzecie lub co czwarte uderzenie.
Starsze wersje metronomu posiadały charakterystyczną drewnianą obudowę w kształcie zbliżonym do ściętego ostrosłupa. W XX wieku do obudowy stosowano ebonit lub plastik. Metronom w niemal niezmienionej formie przetrwał do naszych czasów, choć coraz częściej korzysta się z jego elektronicznych odpowiedników.
Pierwszym kompozytorem oznaczającym tempo swoich utworów za pomocą metronomu był Ludwig van Beethoven. Metronom czasem pełni też funkcję instrumentu muzycznego, jak w kompozycji György’ego Ligetiego Poème symphonique, na 100 metronomów (1962).